# Gestione di affare altrui
La gestione di affare altrui, in lingua latina negotiorum gestio, è un istituto giuridico di diritto privato.

## Storia
Il quasi contratto della gestione di affare altrui era già conosciuto dai giuristi romani.

## Disciplina normativa

### Unione Europea
Negli stati dell'Unione europea è in vigore il Regolamento (CE) n. 864/2007 del Parlamento europeo e del Consiglio, dell'11 luglio 2007, sulla legge applicabile alle obbligazioni extracontrattuali, (noto  in Italia anche con il nome "Roma II"), recante norme in materia di legge applicabile alle obbligazioni extracontrattuali.
Per individuare la legge applicabile alla gestione di affare altrui che presenti caratteri di trans-nazionalità il regolamento prevede che qualora un'obbligazione extracontrattuale che deriva da una gestione d'affari altrui si ricolleghi ad una relazione esistente tra le parti, come quella derivante da un contratto o da un fatto illecito, che presenti uno stretto collegamento con tale obbligazione extracontrattuale, la legge applicabile è quella che disciplina tale relazione.
Quando la legge applicabile non può essere determinata in base al precedente criterio e le parti hanno la loro residenza abituale nel medesimo paese nel momento in cui si verifica il fatto che determina il danno, si applica la legge di tale paese.
Quando la legge applicabile non può essere determinata in base ai due criteri precedenti, si applica la legge del paese in cui si è svolta la gestione d'affari.
Se dal complesso delle circostanze del caso risulta che l'obbligazione extracontrattuale che deriva da una gestione d'affari altrui presenta collegamenti manifestamente più stretti con un paese diverso da quello di cui ai tre criteri precedenti, si applica la legge di quest'altro paese.

### Italia
La gestione di affari altrui è una fonte dell'obbligazione nascente dalla legge che trova il suo fondamento negli articoli 2028 e seguenti del codice civile italiano.
Presupposto della gestione di affare altrui è l'absentia domini: l'intervento del gestore è legittimo poiché colui che dovrebbe occuparsi dei propri affari non può materialmente provvedervi, ovvero intende restare inerte e la sua inerzia è lesiva di interessi di terzi.
L'obbligazione nasce allorché un soggetto, detto gestore, svolga un'attività nell'interesse di un'altra persona del tutto spontaneamente, senza cioè averne avuto un precedente incarico da questi. Da questa attività sorgono, secondo il diritto, obblighi sia a carico del gestore, sia a carico del soggetto nei cui confronti l'attività è posta in essere: quanto al primo, egli sarà obbligato a portare a termine l'azione intrapresa fin quando l'interessato non sia in grado di provvedervi da sé. Quanto al secondo, dovrà rimborsare al gestore le spese effettuate.
Nel processo civile, l'istituto della gestione di affare altrui è considerato inammissibile dalla dottrina prevalente, in quanto la tutela degli interessi in sede processuale è riservata al soggetto (attore) che si ritiene danneggiato.